# Ecuación de Marchenko
En física matemática, más específicamente en el problema de dispersión inversa unidimensional, la ecuación de Marchenko (o ecuación de Gelfand-Levitan-Marchenko o ecuación GLM), llamada así por Izrail Guelfand, Boris Levitan y Vladímir Márchenko, se obtiene calculando la transformada de Fourier de la relación de dispersión:
{\displaystyle K(r,r^{\prime })+g(r,r^{\prime })+\int _{r}^{\infty }K(r,r^{\prime \prime })g(r^{\prime \prime },r^{\prime })\mathrm {d} r^{\prime \prime }=0}
Donde {\displaystyle g(r,r^{\prime })\,} es un núcleo simétrico, tal que {\displaystyle g(r,r^{\prime })=g(r^{\prime },r),\,} que se calcula a partir de los datos de dispersión. Al resolver la ecuación de Marchenko, se obtiene el núcleo del operador de transformación {\displaystyle K(r,r^{\prime })} de donde se puede leer el potencial. Esta ecuación se deriva de la ecuación integral de Gelfand-Levitan, utilizando la representación de Povzner-Levitan.